# 慈尊院 (高岡市)
慈尊院（じそんいん）は、富山県高岡市にある高野山真言宗の寺院。

## 歴史
養老元年（717年）に行基が建立したとされる射水神社の別当寺「二上山養老寺」の一院。
養老寺は明治の神仏分離により衰退し、現在は本院と金光院の2院を残すのみである。

## 霊場
- 越中一国三十三観音霊場 第7番
- 北陸白寿観音霊場 第23番
- 高岡新西国霊場 第30番